# 蔡禎
蔡禎，四川嘉定州（今屬樂山市）人，明初進士。

## 生平
蔡禎為國子監生，洪武二十四年（1391年）中式辛未科許觀榜二甲進士。官至廣東左參政。